# Federação Baiana de Ciclismo
Federação Baiana de Ciclismo (FBC) é uma instituição esportiva na modalidade ciclismo, filiada à Confederação Brasileira de Ciclismo, com sede em Salvador, fundada em 1979. 
Principais competições
Algumas das competições vinculadas à FBC são: Corrida Salvador – Feira, Volta da Bahia; Campeonato Baiano de Ciclismo, Copa Norte-Nordeste de Ciclismo e Copa Nordeste de Ciclismo e Corrida Ecológica Brumado a Rio de Contas
Dificuldades
Segundo a Confederação Brasileira de Ciclismo, a Federação Baiana de Ciclismo quase deixou de existir, por falta de interesses ou condições de seus próprios dirigentes e também por falta de apoio de alguns atletas. Porém, desde 2005, o atual presidente da instituição, Orlando Carl Schimidt Junior, vem imprimindo esforços, para fortalecê-la, buscando parcerias, procurando melhoria na estrutura, na segurança dos atletas; também transparência financeira, frente à Confederação Brasileira de Ciclismo.